# ヴィティクーゾ
ヴィティクーゾ（伊: Viticuso）は、イタリア共和国ラツィオ州フロジノーネ県にある、人口約290人の基礎自治体（コムーネ）。

## 地理

### 位置・広がり
フロジノーネ県の東部に位置するコムーネ。カッシーノから東北東へ12km、イゼルニアから西南西へ23km、県都フロジノーネから東南東へ54km、ローマから東南東へ130kmの距離にある。

#### 隣接コムーネ
隣接するコムーネは以下の通り。括弧内のISはイゼルニア県（モリーゼ州）所属を示す。
- アックアフォンダータ
- チェルヴァーロ
- コンカ・カザーレ (IS)
- ポッツィッリ (IS)
- サン・ヴィットーレ・デル・ラーツィオ
- ヴァッレロトンダ

### 気候分類・地震分類
ヴィティクーゾにおけるイタリアの気候分類 (it) および度日は、zona E, 2661 GGである。
また、イタリアの地震リスク階級 (it) では、zona 1 (sismicità alta) に分類される。

## 行政

### 山岳部共同体
広域行政組織である山岳部共同体「ヴァッレ・ディ・コミーノ山岳部共同体」 (it:Comunità montana Valle di Comino) （事務所所在地: アティーナ）を構成するコムーネの一つである。